# Konrad I. (Bayern)
Konrad I. (eigentlich Kuno; * um 1020; † 5. Dezember 1055) aus der Familie der Ezzonen war Herzog von Bayern von 1049 bis 1053 und Herr von Zütphen.
Seine Eltern waren Ludolf von Brauweiler und Mathilde von Zütphen.
Kaiser Heinrich III. setzte mit Konrad I. einen stammesfremden Herzog ein, der vom bayerischen Adel kaum akzeptiert wurde. Hierdurch wollte der Kaiser bezwecken, dass Konrad I. keine unabhängige Machtposition aufbauen konnte und das Herzogtum Bayern stärker im Kaiserreich integriert wurde. Konrad heiratete, wohl nach seiner Einsetzung als Herzog, Judith von Schweinfurt, eine Tochter des Herzogs Otto III. von Schwaben, und baute so seine Macht in Bayern aus.
Konrad wurde 1053 abgesetzt, sein Nachfolger wurde Kaiser Heinrichs Sohn, der spätere Kaiser Heinrich IV. 
Der Bayernherzog akzeptierte die Absetzung nicht und floh in der Folge zu König Andreas I. von Ungarn, der ihm Unterschlupf bot. Von Ungarn aus unternahm Konrad mehrere Raubzüge in das Herzogtum Kärnten und in die bayerische Ostmark.
1055 erschien Konrad als Kopf einer Verschwörung gegen Kaiser Heinrich III., an der auch Herzog Welf III. von Kärnten und die Aribonen beteiligt waren. Noch vor der Durchführung wurde die Empörung durch den plötzlichen Tod Konrads und Welfs III. 1055 beendet.

## Namensgebung
Da vor Konrad bereits Kaiser Konrad II. Herzog von Bayern war (1026–1027), besteht Unklarheit darüber, welcher der beiden „Konrad I.“ von Bayern genannt werden sollte. Es gibt auch noch einen Konrad II. von Bayern (Konrad das Kind).